# Thomas Preissler
Thomas „Tom“ Preissler (* 26. Dezember 1958 in Berlin; auch Preißler geschrieben) ist ein deutscher Schlagzeuger, Komponist und Unternehmer.

## Leben
Preissler studierte klassisches Schlagzeug und Komposition, sowie Psychologie an der Hochschule für Musik „Hanns Eisler“ Berlin, wurde von dort aber im Jahr 1977 aus politischen Gründen zwangsweise exmatrikuliert und mit Hausverbot, sowie in der Folge vom Ministerium für Staatssicherheit (MfS/Stasi) mit Berufsverbot, Auftrittsverbot und strengen Kontaktsperren belegt. Es folgte nach mehreren Ausreiseanträgen und im Zuge der Ausbürgerung des Komponisten  Tilo Medek zusammen mit seinem Vater Wolfgang Preissler die staatlich erzwungene „Entlassung aus der Staatsbürgerschaft der DDR“. 
Sofort im Anschluss an diese Ausbürgerung verließ er im Februar 1978 als politisch Verfolgter die DDR und siedelte nach West-Berlin über. Nach erfolgreichem Abschluss seines an der Hochschule der Künste Berlin erneut aufgenommenen Studiums im Fach Schlagzeug arbeitete er als freischaffender Musiker, Lehrer und Dozent für Schlaginstrumente (Universität Potsdam) und wirkte als Schlagzeuger bei den Berliner Philharmonikern, der Deutschen Oper Berlin, dem Theater des Westens, dem Schillertheater, dem Radio-Symphonie-Orchester Berlin, der Philharmonia Hungarica, dem Westfälischen Sinfonieorchester u. v. a. mit. Er komponierte seither die Musik für diverse Hörspielproduktionen der Sendeanstalten der ARD. Hier kam es unter anderem auch zu einer intensiven Zusammenarbeit mit dem Regisseur Albrecht Surkau.
Erst im März 2019 wurde Thomas Preissler offiziell von der Hochschule für Musik "Hanns Eisler" rehabilitiert und erhielt vom Rektorat das Angebot, seinen Studienplatz zurückzuerhalten und sein Studium nunmehr 84 Semester nach erfolgter Zwangsexmatrikulation fortzuführen. Preissler lehnte dieses Angebot ab. Da seine Studienunterlagen vom Staatssicherheitsdienst der DDR beschlagnahmt und vernichtet wurden, konnten ihm keine Leistungs- und Prüfungsnachweise für bereits abgeschlossene Studienfächer ausgehändigt werden. Er erhielt im Rahmen der Rehabilitation seitens der Hochschule eine zeitlich eng begrenzte Sondererlaubnis, sich in einem seiner ehemaligen Studienfächer, dem Fach Psychologie, unter Berücksichtigung der 42 Jahren zuvor abgeleisteten Studienzeit zum zweiten Mal einem Examen zu stellen, um den fehlenden Nachweis über diesen Abschluss zu erhalten. Diese Sondererlaubnis nahm er an und bestand, mittlerweile im Alter von 60 Jahren, das Examen im Studienfach Psychologie im August 2019 erneut.  
Preissler arbeitet als künstlerischer Leiter und Studiomusiker bei Musikproduktionen, als Psychologischer Berater, Mediator und Coach für kulturelle staatliche Institutionen, sowie als Unternehmer. Er ist auch bekannt durch Lesungen und Rezitationen von Prosa und Lyrik, Vorträge über die Geschichte der Schlaginstrumente und Gongkonzerte, womit er seit 1997 zeitweise im Kleinkunstbereich auftritt.

## Werke
Einige Arbeiten als Hörspielkomponist:
- Torschluß. Krimi von Hans Werner Kettenbach mit Angelica Domröse, Josef Meinertzhagen, Gottfried Mehlhorn u. a. Regie: Albrecht Surkau. Prod.: WDR, 1987. CD: ISBN 3-89813-217-X – erschienen 2002
- Leichenfund. Krimi von Karlheinz Knuth mit Tilly Lauenstein, Ludger Burmann, Ingeborg Westphal, u. a. Regie: Albrecht Surkau. Prod.: WDR, 1988.
- Weihnachtsmänner gibt es doch! Kinderhörspiel von Peter Steinbach mit Friedrich Schoenfelder, Maren Kroymann, Harry Wüstenhagen u. a. Prod.: Sender Freies Berlin (RBB), 1988.
- An der Kette. Gesellschaftskritisches Hörspiel von Helga Gross mit Martin Flörchinger, Siemen Rühaak, Kornelia Boje u. a. Regie: Albrecht Surkau. Prod.: Bayerischer Rundfunk 1988
- Ein Schmarotzer weniger. Krimi von -ky mit Martin Semmelrogge, Matthias Ponnier, Sabine Postel u. a. Prod.: WDR, 1989. Cassette: ISBN 3-442-70024-8, CD: ISBN 978-3-89964-318-3 – erschienen 2008.
- Alexandra. Krimi von Conny Lens mit Gert Haucke, Friederike Wagner, Matthias Haase u. a. Prod.: WDR, 1990. ISBN 3-442-01988-5
- Das Bouillabaisse-Komplott. Komödie von Andreas Pflüger mit Otto Sander, Manfred Krug, Jürgen Kluckert, u. a. Regie: Albrecht Surkau. Prod.: DSK, 1993.
- Das Messer. Krimi von Karl-Heinz Bölling mit Hansjürgen Hürrig, Birgit Edenharter, Klaus Herm u. a. Regie: Albrecht Surkau. Prod.: DLR Berlin, 1997.
- Literatur, Literatur. Komödie von Daniel Wisser, mit Dietrich Körner, Christoph Engel, Hans-Joachim Hanisch, u. a. Regie: Albrecht Surkau. Produktion DSK, 1993
- Sonntag zwischen fünf und sechs. Krimi von Gerd Köhler mit Joachim Tomaschewsky, Klaus Herm, Horst Lampe, Solveig Müller, u. a. Produktion ORB/MDR, 1994
- Hände hoch, Hotel. Politische Satire von Eckhard Mieder, mit Joachim Kaps, Michael Narloch, Gerd-Michael Henneberg, u. a. Regie: Albrecht Surkau, Produktion Funkhaus Nalepastraße, Berlin 1991